# Čučer-Sandevo (kommun)
Čučer-Sandevo (makedonska: Чучер-Сандево) är en kommun i Nordmakedonien. Den ligger i den norra delen av landet, 19 km norr om huvudstaden Skopje. Antalet invånare är 8 493. Arean är 241 kvadratkilometer.
Följande samhällen finns i Čučer-Sandevo:
- Gluvo
- Čučer-Sandevo